# Svanatärn
Svanatärn är en sjö i Gällivare kommun i Lappland och ingår i Luleälvens huvudavrinningsområde. Sjön har en area på 0,0975 kvadratkilometer och ligger 419,9 meter över havet. Svanatärn ligger i Muddus Natura 2000-område.

## Delavrinningsområde
Svanatärn ingår i det delavrinningsområde (743829-168508) som SMHI kallar för Mynnar i Muddusjaure. Medelhöjden är 436 meter över havet och ytan är 21,22 kvadratkilometer. Räknas de 2 avrinningsområdena uppströms in blir den ackumulerade arean 41,17 kvadratkilometer. Hapsasjåkkå som avvattnar avrinningsområdet har biflödesordning 3, vilket innebär att vattnet flödar genom totalt 3 vattendrag innan det når havet efter 200 kilometer. Avrinningsområdet består mestadels av skog (58 procent) och sankmarker (41 procent). Avrinningsområdet har 0,18 kvadratkilometer vattenytor vilket ger det en sjöprocent på 0,8 procent.